# Neivamyrmex minor
Neivamyrmex minor är en myrart som först beskrevs av Cresson 1872.  Neivamyrmex minor ingår i släktet Neivamyrmex och familjen myror. Inga underarter finns listade i Catalogue of Life.

## Bildgalleri

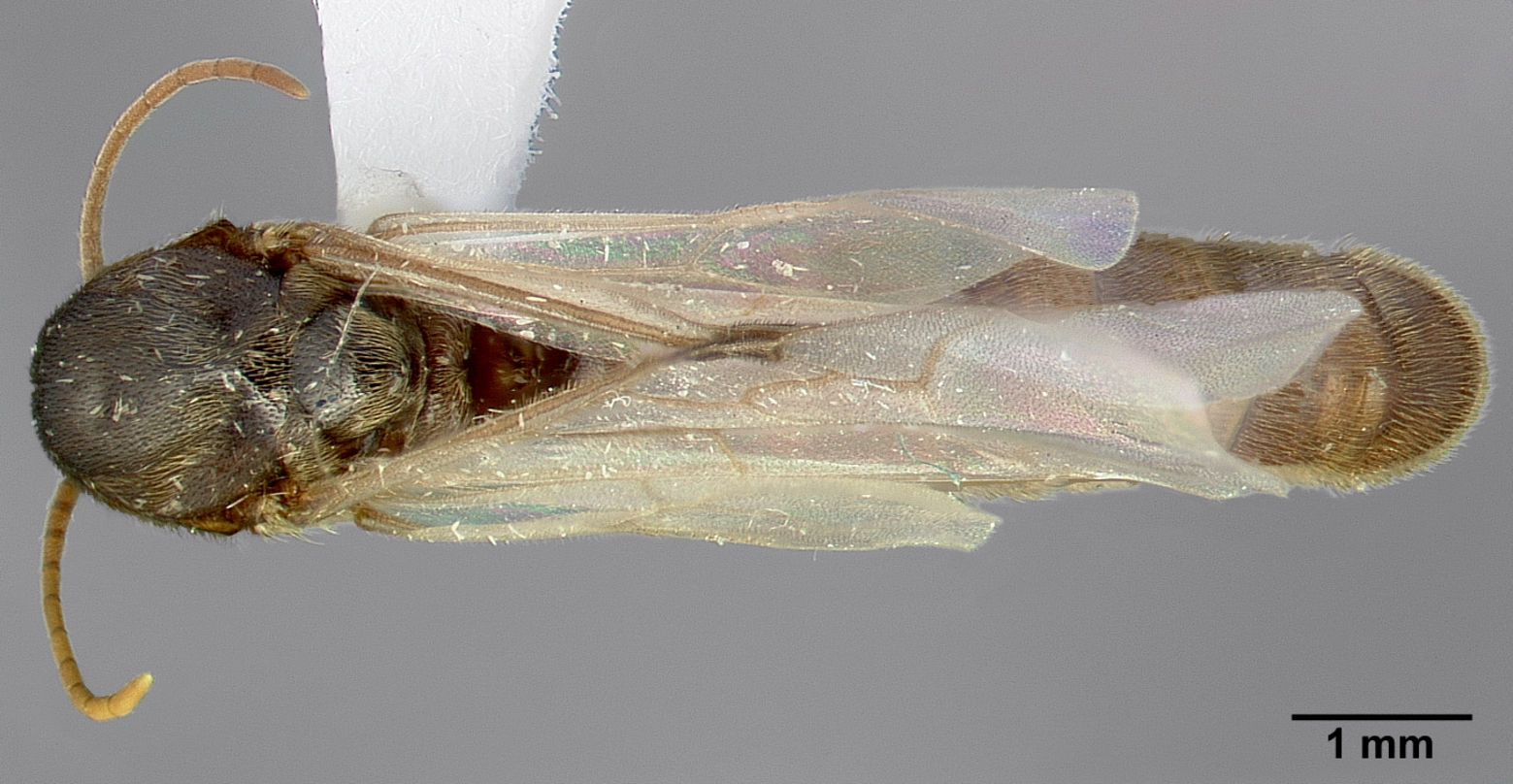
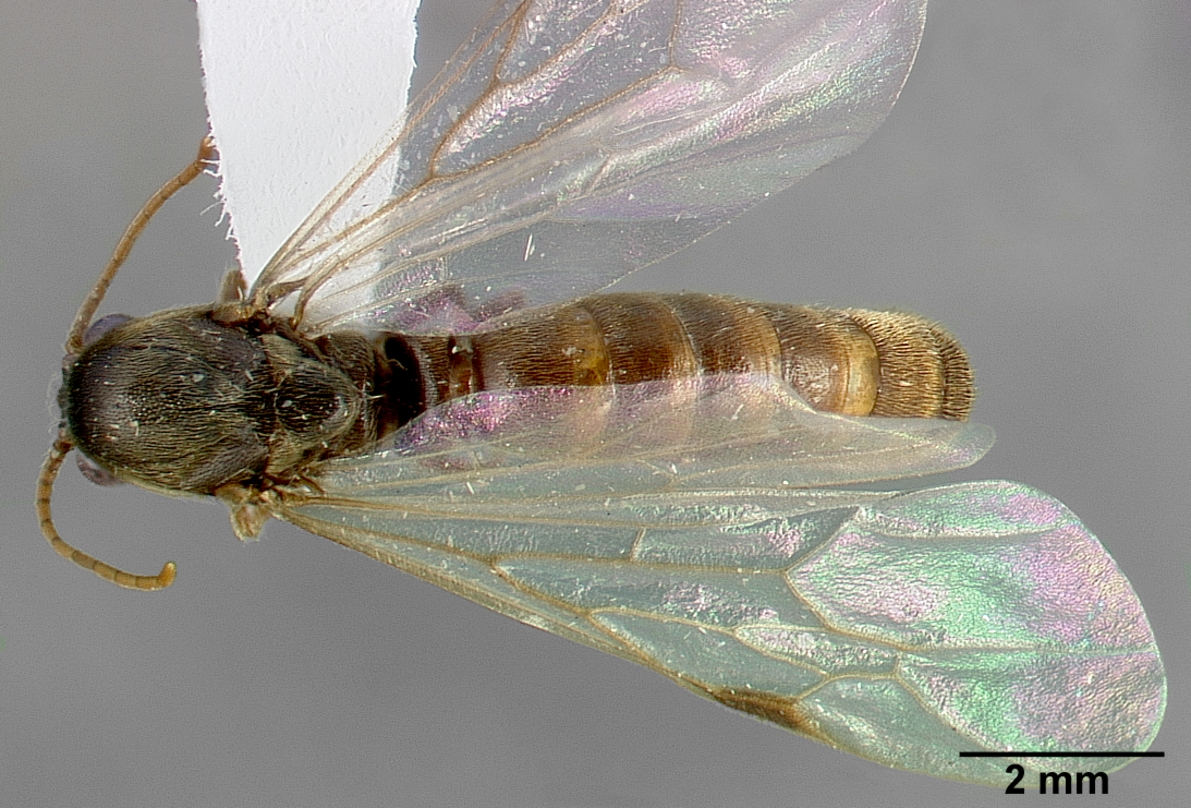
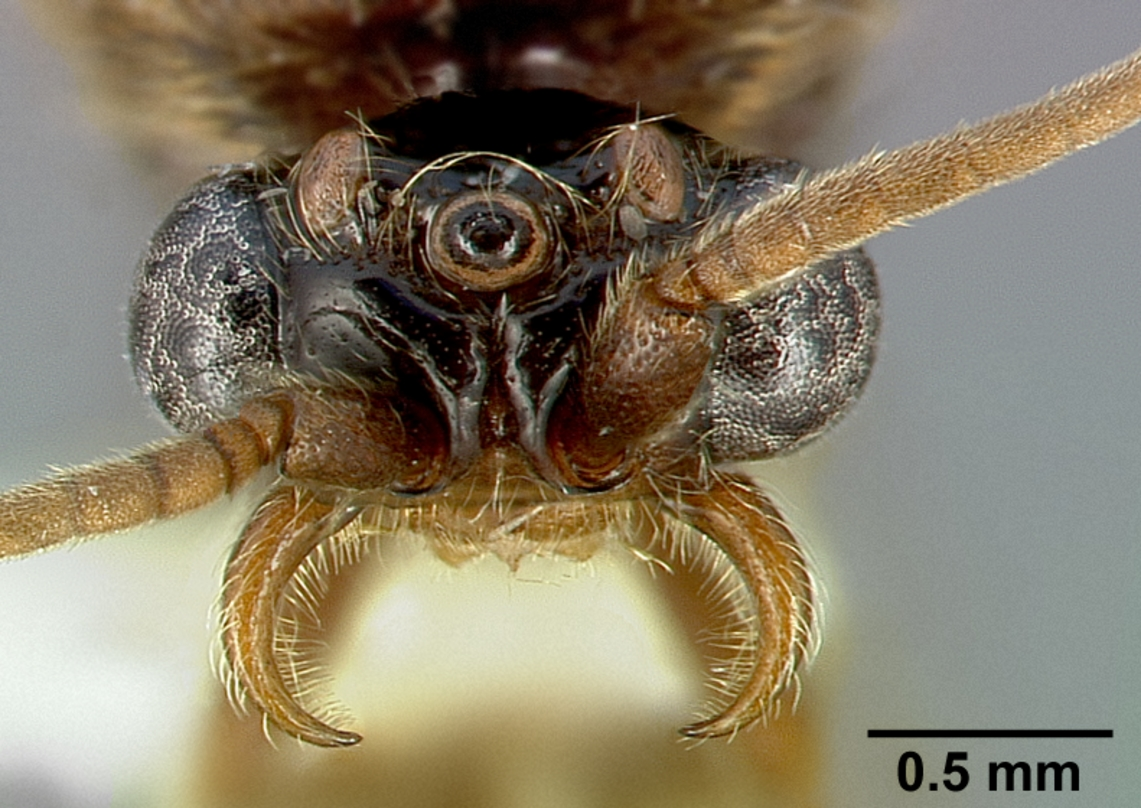
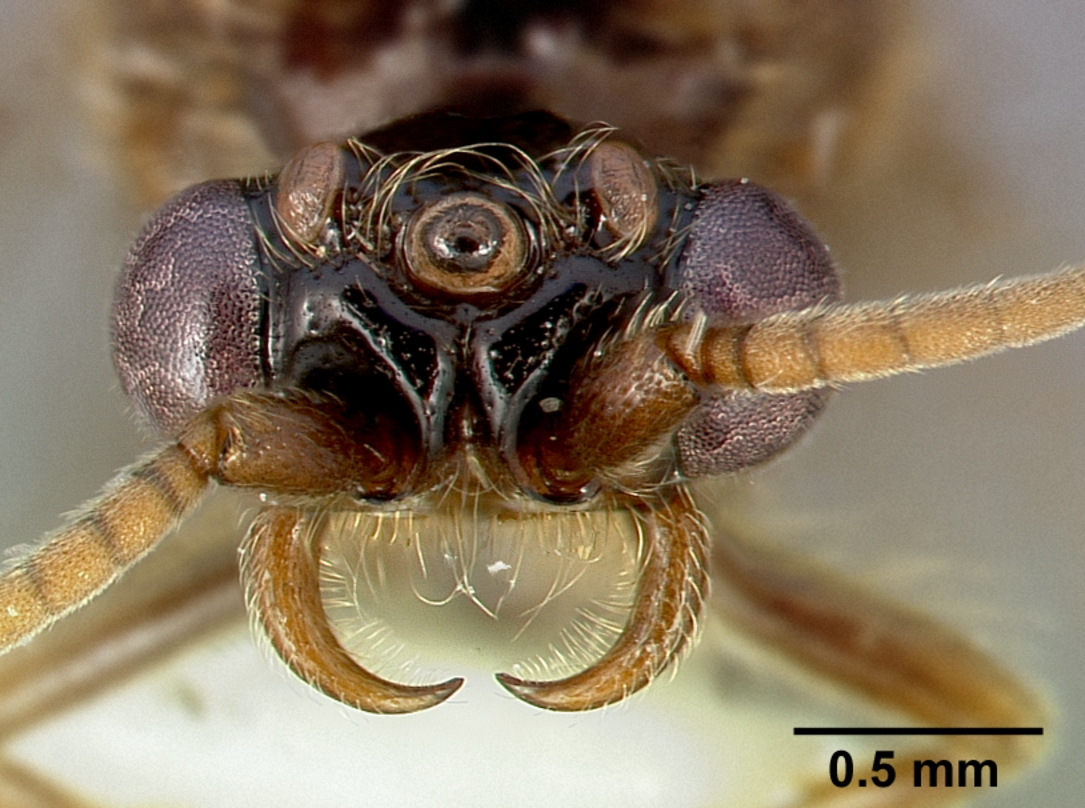
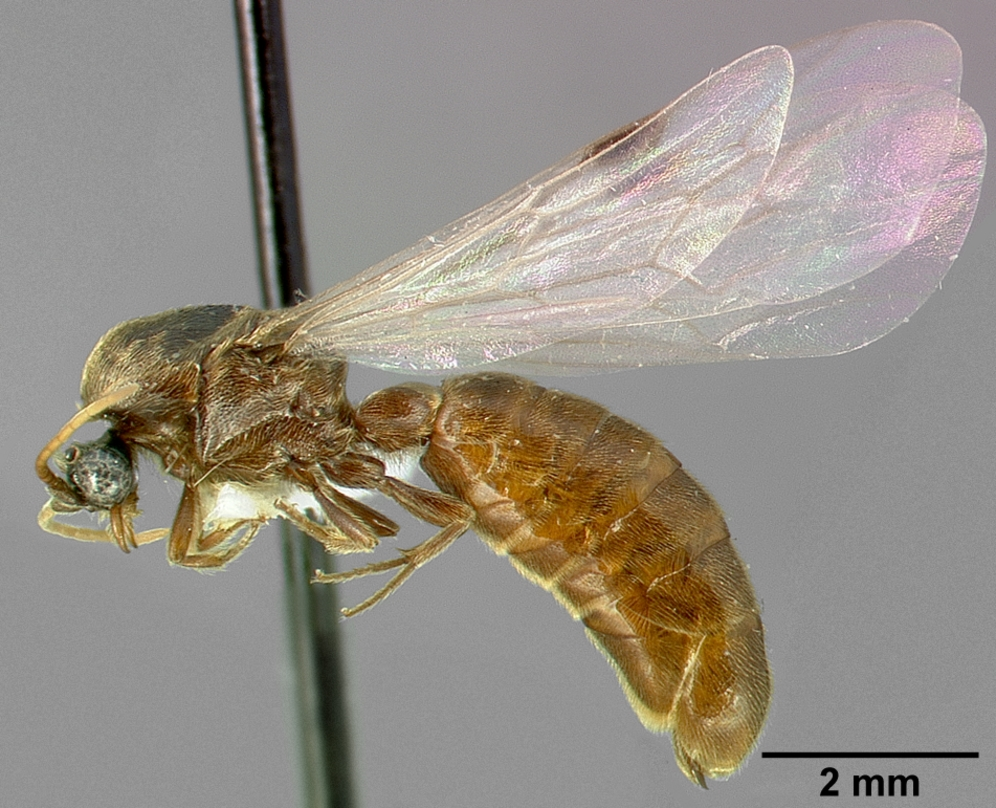
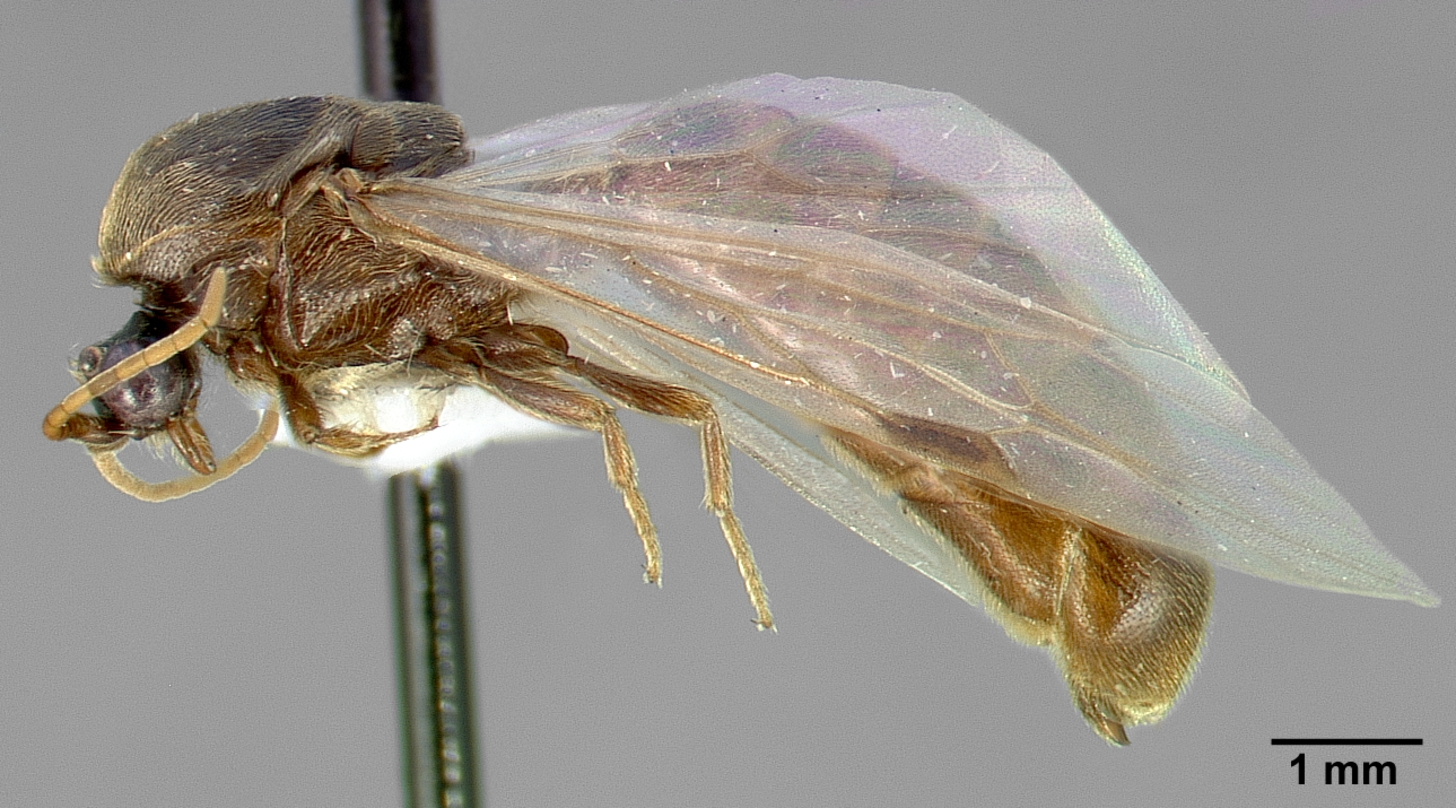